# Saints of Los Angeles
| Recensione    | Giudizio |
| ------------- | -------- |
| AllMusic      |          |
| Rolling Stone |          |

Saints of Los Angeles è il nono album in studio del gruppo musicale statunitense Mötley Crüe, pubblicato il 24 giugno 2008.

## Tracce
1. L.A.M.F. – 1:23 (Nikki Sixx, James Michael, DJ Ashba, Marti Frederiksen)
2. Face Down in the Dirt – 3:44 (Sixx, Michael, Ashba, Frederiksen)
3. What's It Gonna Take – 3:45 (Sixx, Michael, Ashba, Frederiksen)
4. Down at the Whisky – 3:50 (Sixx, Michael, Ashba, Frederiksen)
5. Saints of Los Angeles – 3:40 (Sixx, Michael, Ashba, Frederiksen)
6. Mutherfucker of the Year – 3:55 (Sixx, Mick Mars, Michael, Ashba, Frederiksen)
7. The Animal in Me – 4:16 (Sixx, Mars, Michael, Frederiksen)
8. Welcome to the Machine – 3:00 (Sixx, Mars, Michael, Ashba, Frederiksen)
9. Just Another Psycho – 3:36 (Sixx, Mars, Michael, Ashba, Frederiksen)
10. Chicks = Trouble – 3:13 (Sixx, Mars, Michael, Ashba, Frederiksen)
11. This Ain't a Love Song – 3:25 (Sixx, Mars, Tommy Lee, Michael, Frederiksen)
12. White Trash Circus – 2:51 (Sixx, Mars, Michael, Ashba, Frederiksen)
13. Goin' Out Swingin' – 3:27 (Sixx, Michael, Ashba, Frederiksen)

## Formazione

### Gruppo
- Vince Neil – voce
- Mick Mars – chitarra
- Nikki Sixx – basso
- Tommy Lee – batteria

### Altri musicisti
- James Michael – tastiere, cori (traccia 5)
- Josh Todd – cori (traccia 5)
- Jacoby Shaddix – cori (traccia 5)
- Chris Taylor Brown – cori (traccia 5)
- Marti Frederiksen – cori
- Melissa Harding – cori

### Produzione
- James Michael – produzione, ingegneria del suono, missaggio
- DJ Ashba – co-produzione, ingegneria del suono
- Dave Donnelly – mastering